# Torfbahn Dymnoje
| Torfbahn Dymnoje          | Torfbahn Dymnoje    |
| ------------------------- | ------------------- |
| ТУ4 – № 2790              |                     |
| Streckennetz (Stand 2008) |                     |
| Streckenlänge:            | 79 km               |
| Spurweite:                | 750 mm (Schmalspur) |
| Streckengeschwindigkeit:  | 30 km/h             |
|                           |                     |

Die Torfbahn Dymnoje (russisch Узкоколейная железная дорога Дымного торфопредприятия/Uskokoleinaja schelesnaja doroga Dymnowo torfopredprijatija; auch Torfbahn Dymnoe) ist eine Feldbahn in der russischen Oblast Kirow, Swetlopoljansk.

## Geschichte

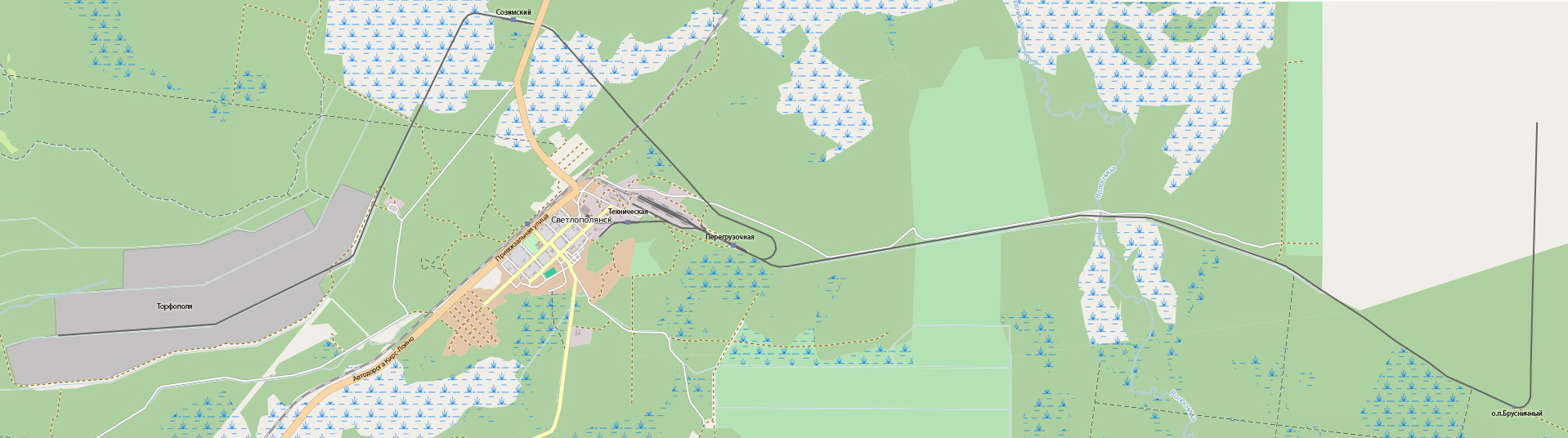
Streckennetz (Stand 2008)

Der erste Abschnitt der 79 Kilometer langen Schmalspurbahn mit einer Spurweite von 750 mm wurde 1967 eröffnet. Er verbindet die Siedlung städtischen Typs Swetlopoljansk mit dem Torfmoorgebiet.

## Fahrzeuge
Diesellokomotiven
- ТУ4 – № 2721, 2790
- ТУ6А – № 2172
- ТУ6Д – № 0319
- ТУ7А – № 1595, 3050, 1595, 1252

Wagen
- Flachwagen
- Kesselwagen
- Personenwagen
- Offener Güterwagen ТСВ6А für Torf

Bahndienstfahrzeuge
- Schneepflug
- Gleisbaukran ППР
- Eisenbahn-Draisine
- Fahrbares Kraftwerk ЭСУ2а – № 715, 586, 1017

## Galerie

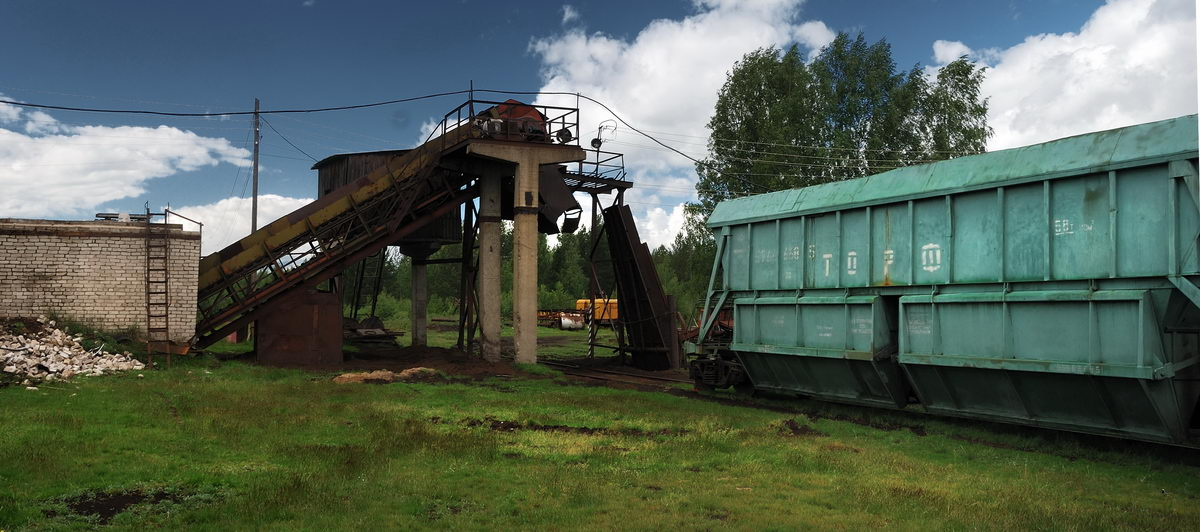
Transshipment – Torf (750 mm – 1520 mm)
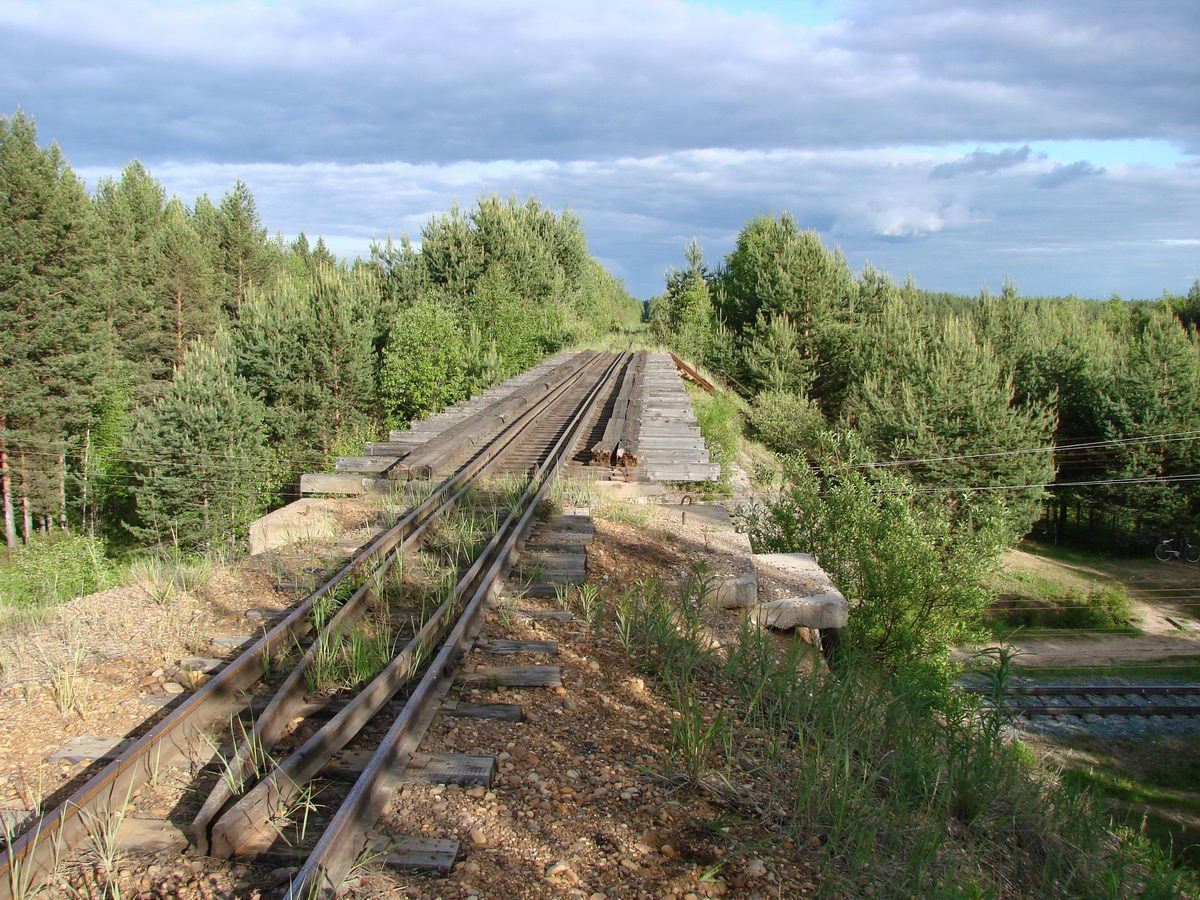
Brücke
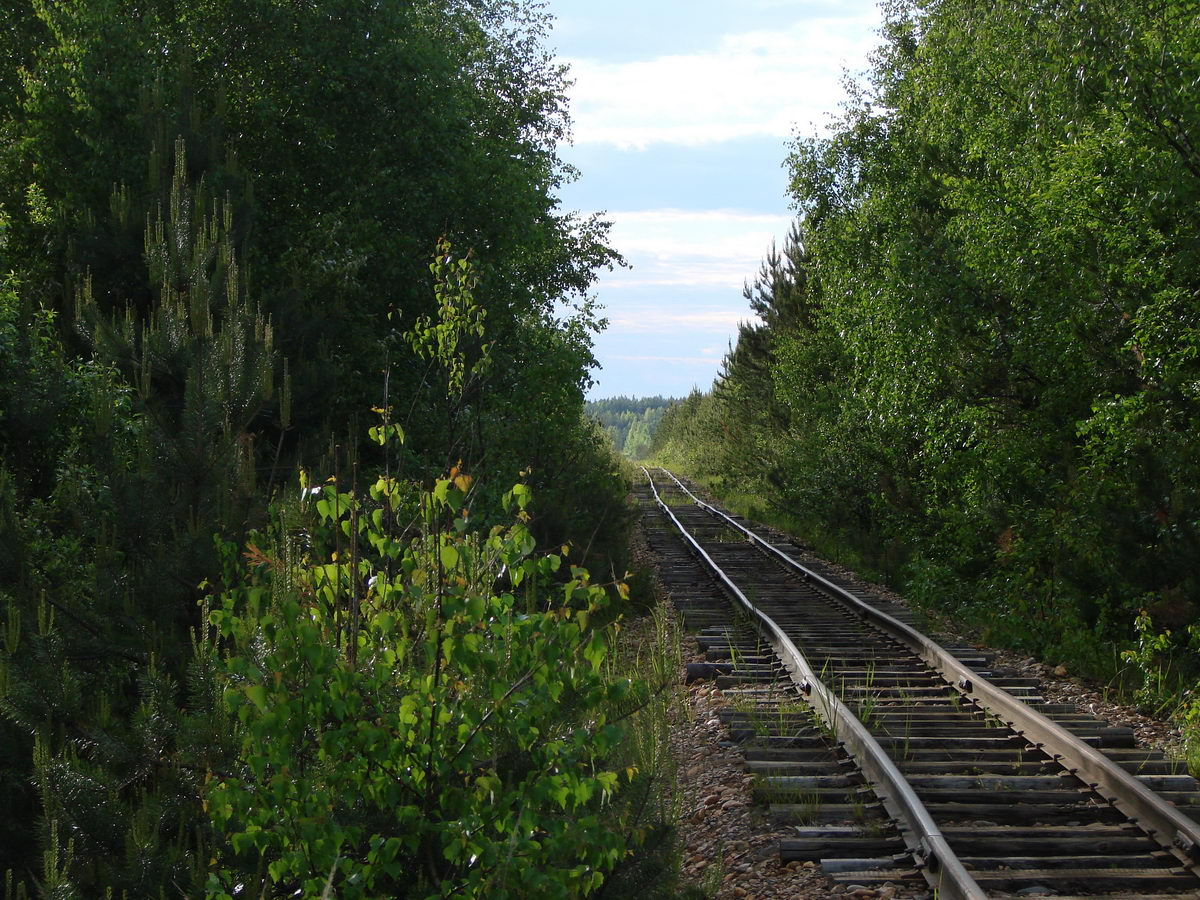
Schmalspurbahn
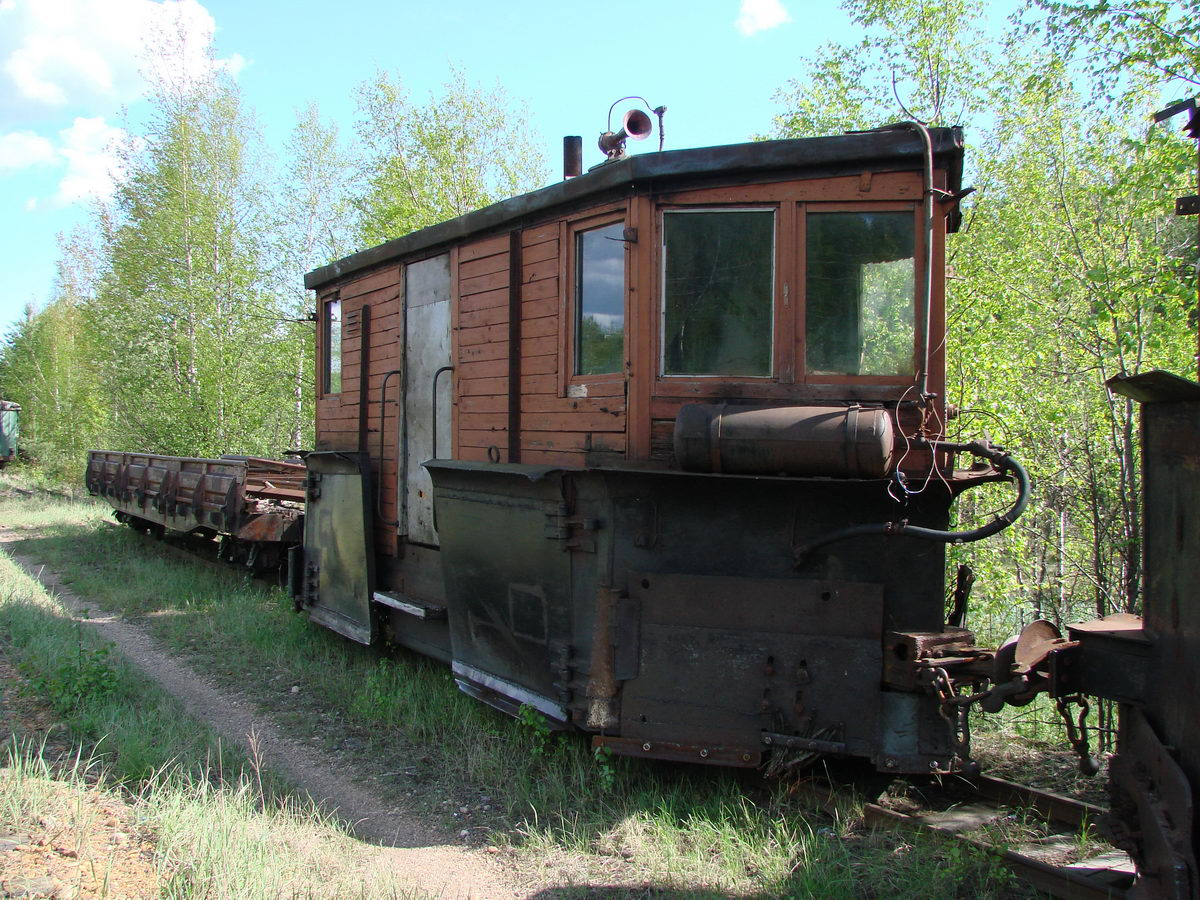
Schneepflug СО750
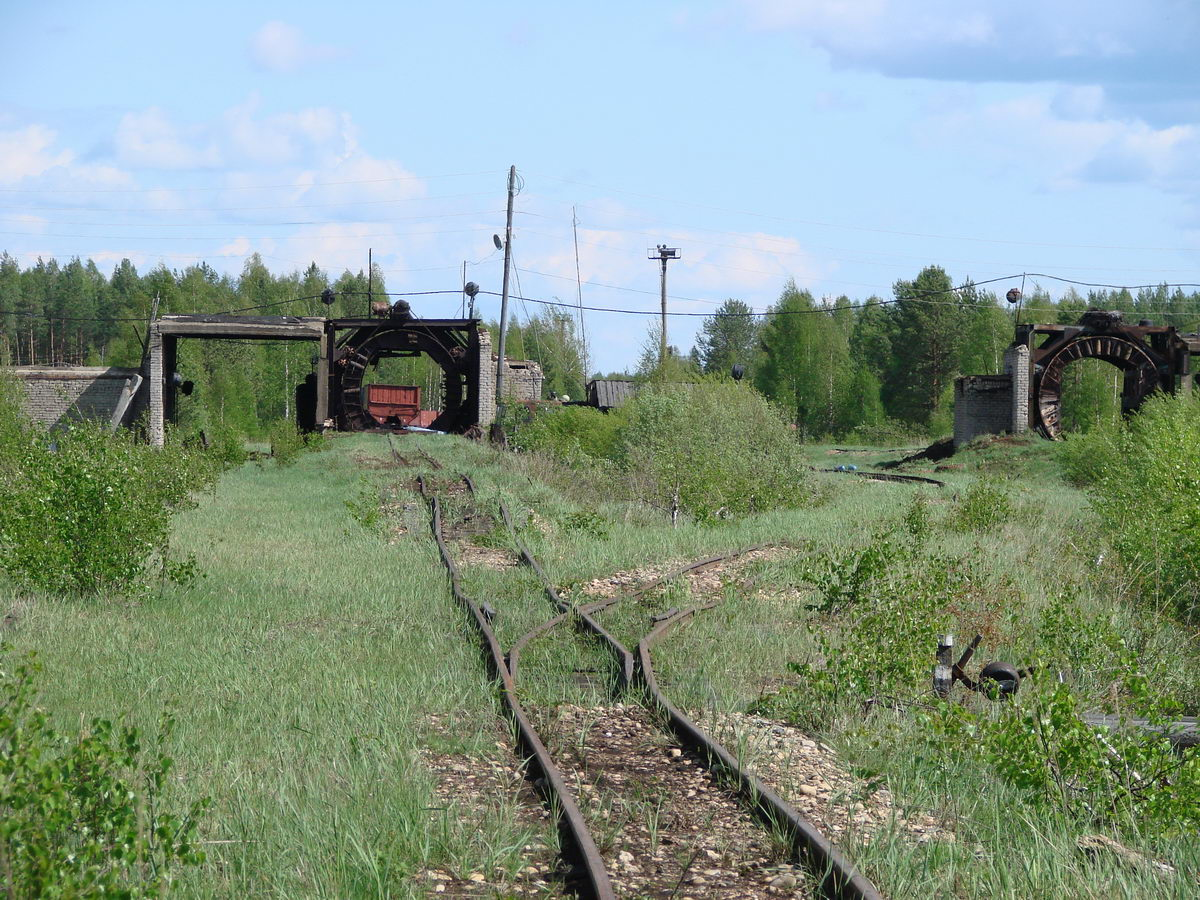
Kreiselkipper
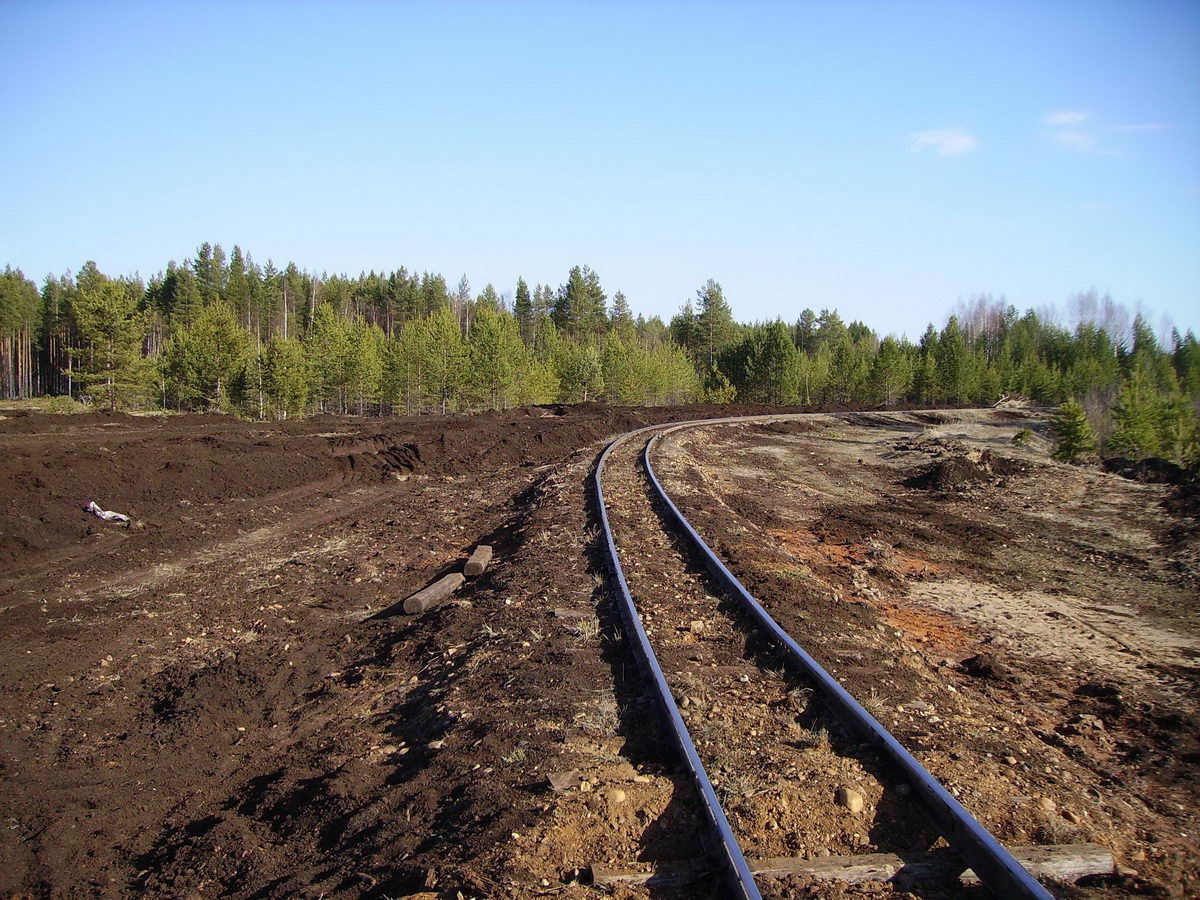
Schmalspurbahn
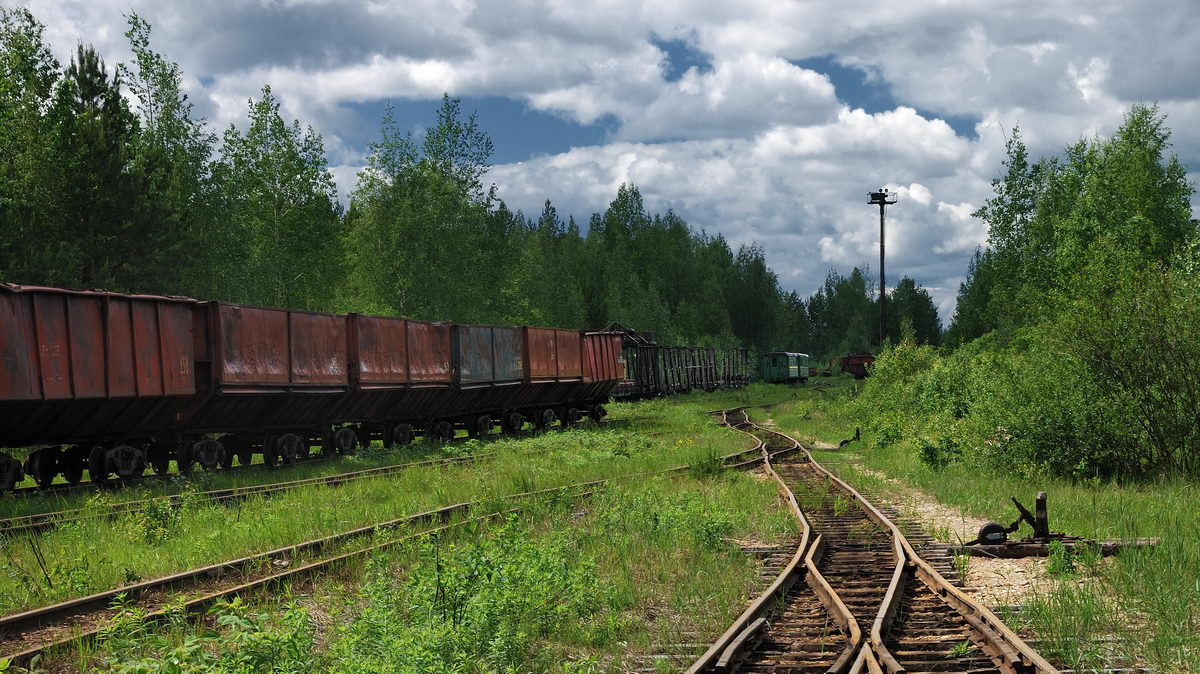
Rangierbahnhof
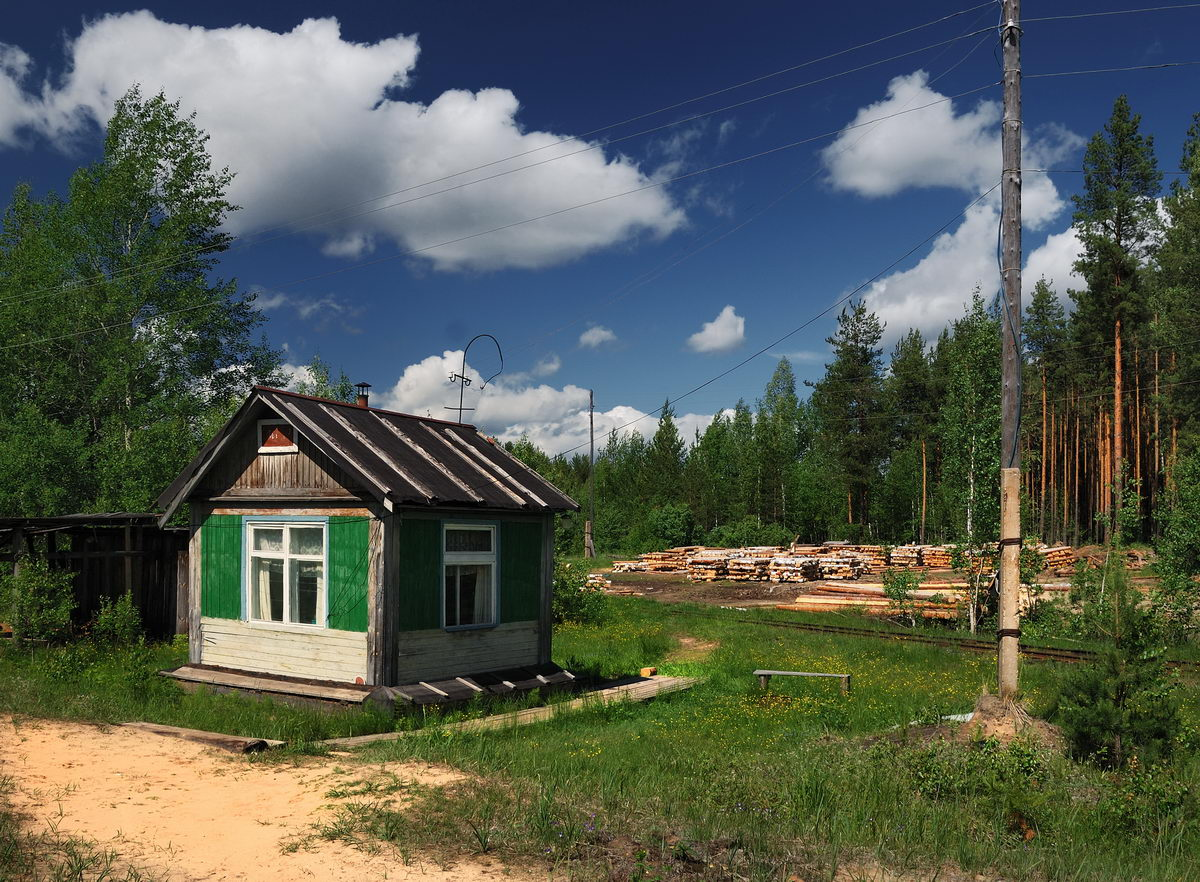
Abzweigstelle
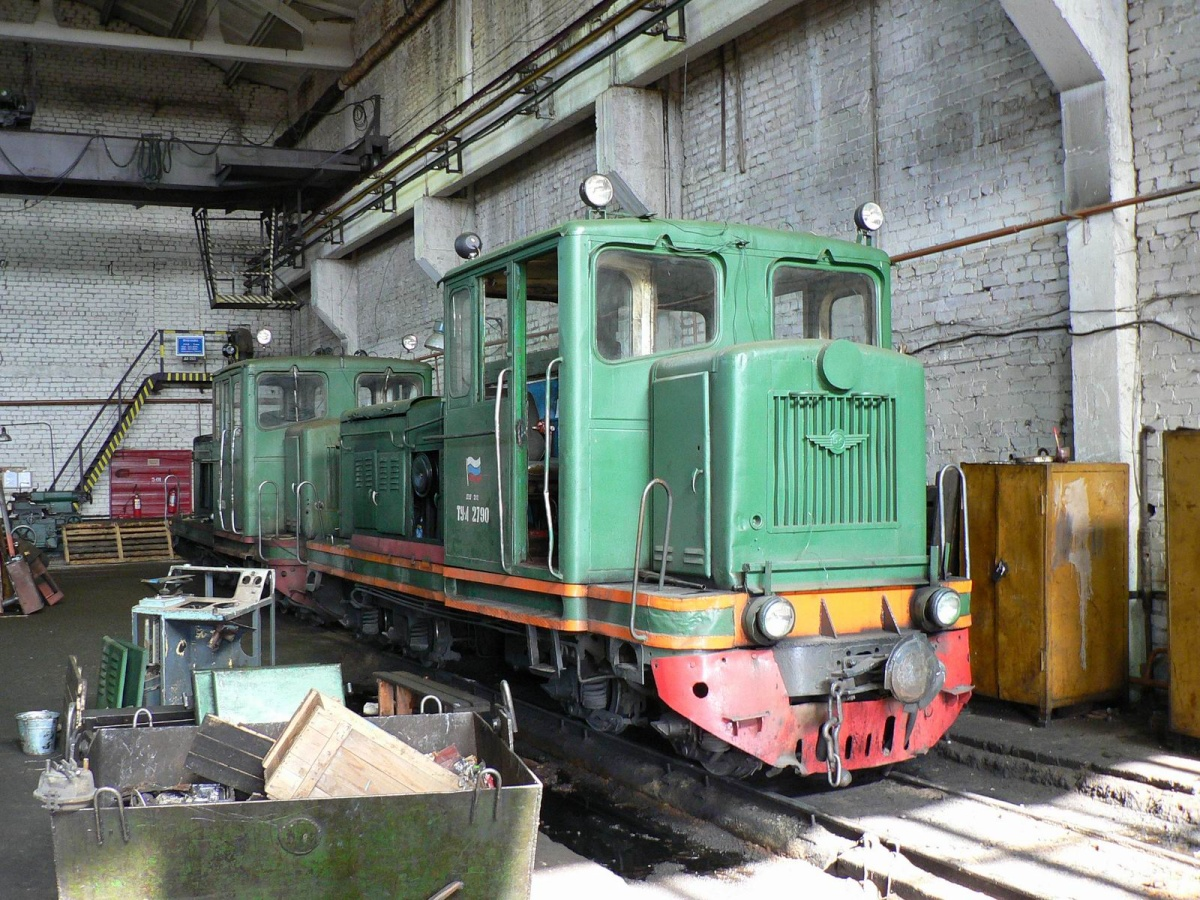
ТУ4–2790 und ТУ4-2721
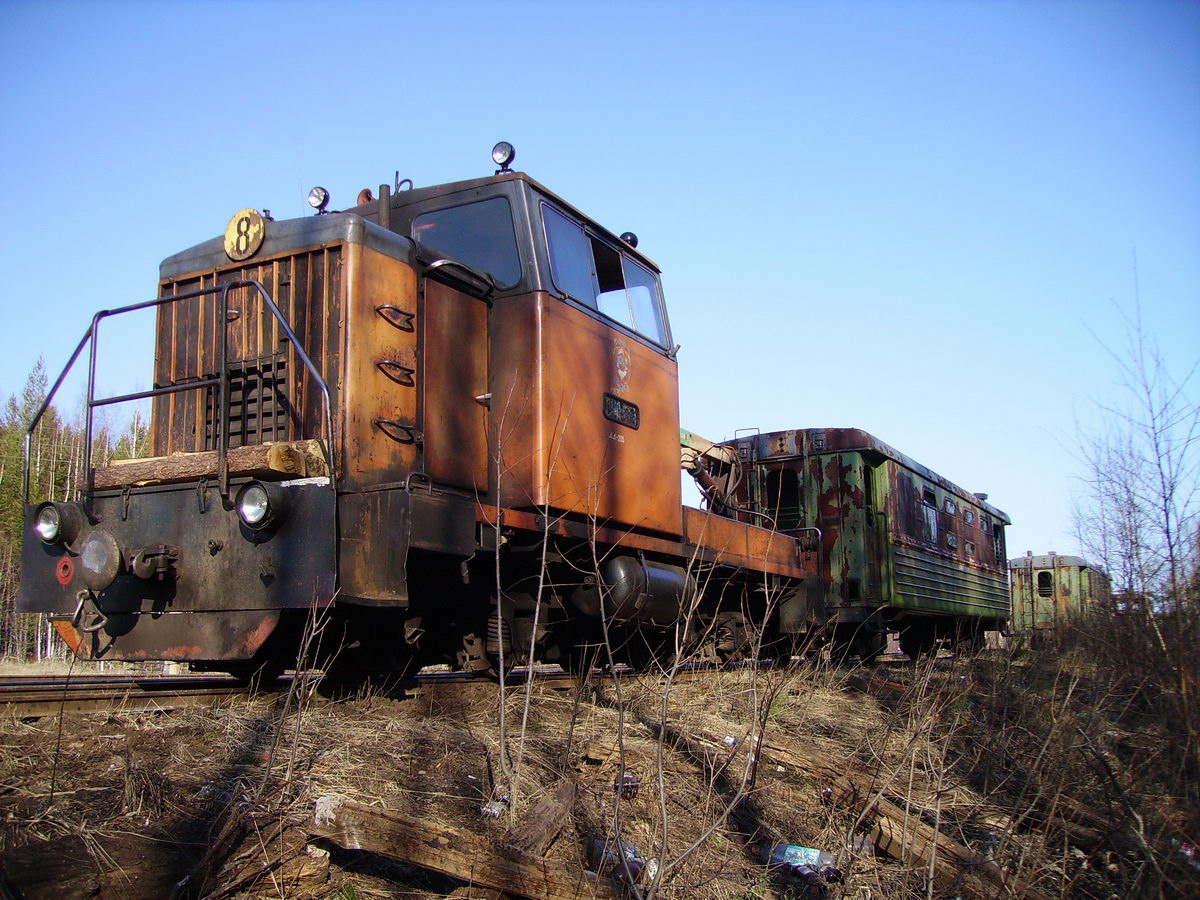
ТУ6Д-0319
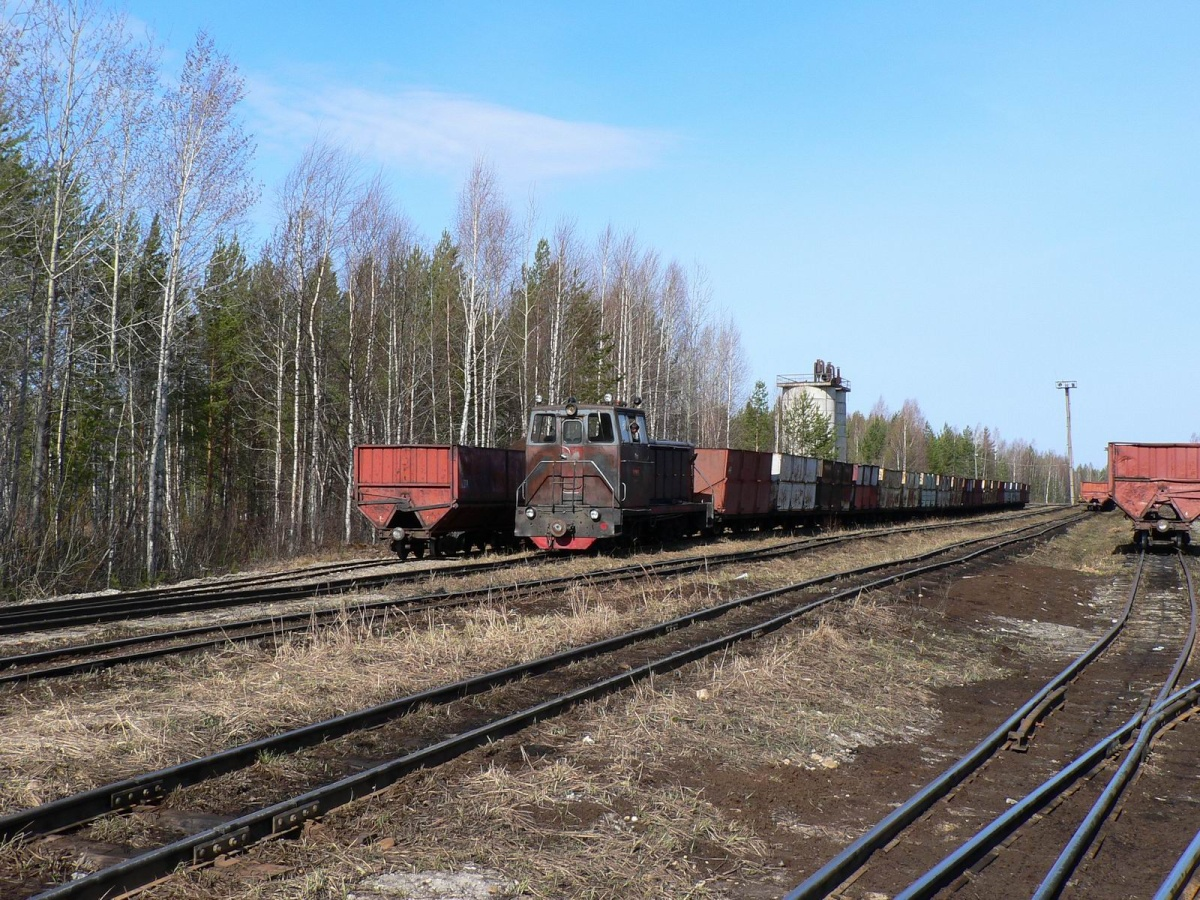
ТУ7-1252
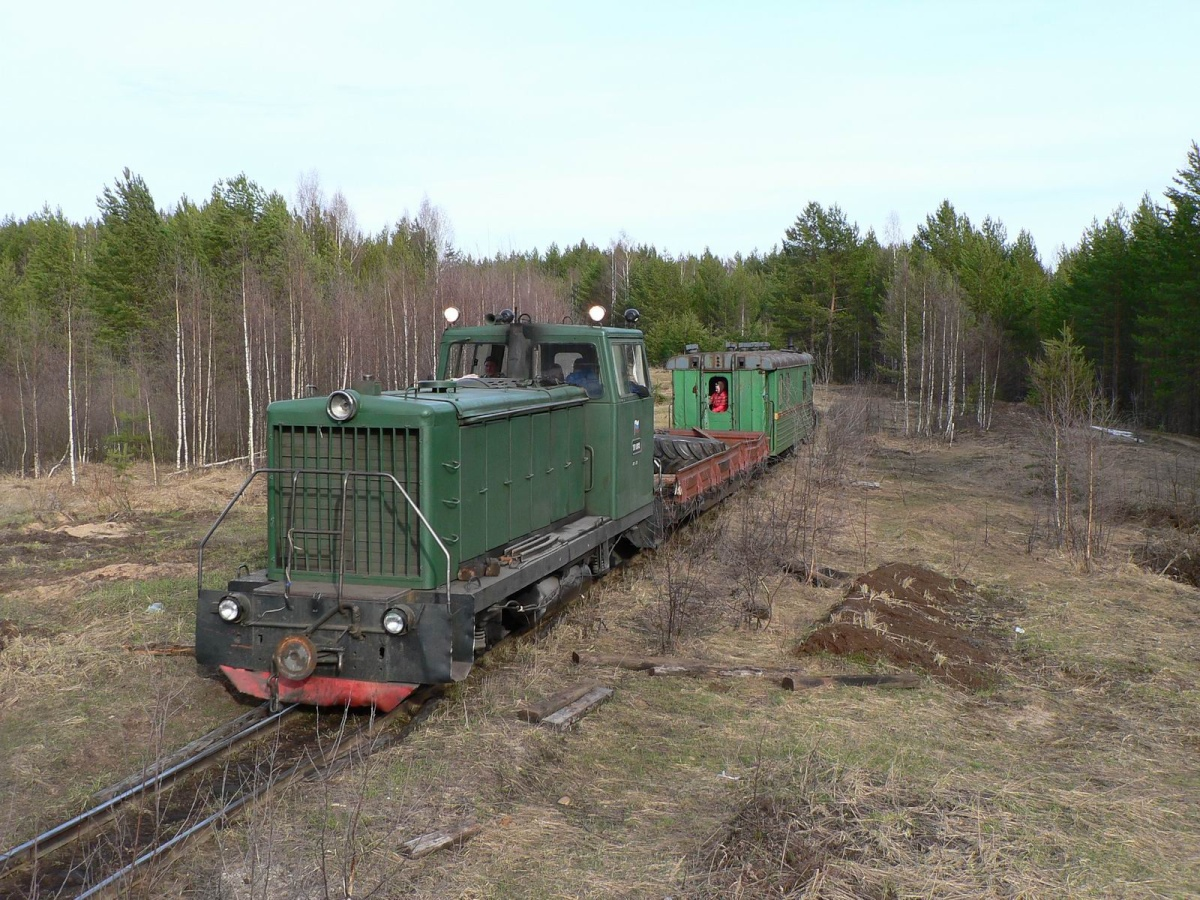
ТУ7-1595